# Championnats du monde de marathon (canoë-kayak) 2001
Navigation
Championnats du monde de marathon 2000 Championnats du monde de marathon 2002
Les 9e championnats du monde de marathon en canoë-kayak de 2001 se sont tenus à Stockton-on-Tees en Angleterre, sous l'égide de la Fédération internationale de canoë. Les premiers championnats du monde junior sont organisés à cette occasion.
La course a une distance de 35,8 kilomètres pour les séniors et 22,2 pour les juniors.

## Podiums

### Sénior

#### K1
| Rang               | Athlète                | Pays      | Temps           |
| ------------------ | ---------------------- | --------- | --------------- |
| Médaille d'or      | Manuel Busto Fernández | Espagne   | 2 h 27 min 05 s |
| Médaille d'argent  | Michael Leverett       | Australie | 2 h 27 min 07 s |
| Médaille de bronze | Attila Jámbor          | Hongrie   | 2 h 27 min 16 s |

| Rang               | Athlète             | Pays        | Temps              |
| ------------------ | ------------------- | ----------- | ------------------ |
| Médaille d'or      | Anna Hemmings       | Royaume-Uni | 2 h 47 min 10 s 00 |
| Médaille d'argent  | Elisabetta Introini | Italie      | 2 h 47 min 19 s 00 |
| Médaille de bronze | Mara Santos Garcia  | Espagne     | 2 h 47 min 20 s 60 |
| Médaille de bronze | Chantal Meek        | Australie   | 2 h 47 min 20 s 60 |

#### K2
| Rang               | Athlète                                       | Pays     | Temps           |
| ------------------ | --------------------------------------------- | -------- | --------------- |
| Médaille d'or      | Eirik Veraas Larsen Nils Olav Fjeldheim       | Norvège  | 2 h 15 min 48 s |
| Médaille d'argent  | Martin Kolanda Branislav Sramek               | Tchéquie | 2 h 15 min 50 s |
| Médaille de bronze | Jorge Alonso Gonzalez Antiago Guerrero Arroyo | Espagne  | 2 h 16 min 34 s |

| Rang               | Athlète                             | Pays        | Temps           |
| ------------------ | ----------------------------------- | ----------- | --------------- |
| Médaille d'or      | Anna Hemmings Helen Gilby           | Royaume-Uni | 2 h 35 min 03 s |
| Médaille d'argent  | Kornelia Szonda Renata Csay         | Hongrie     | 2 h 32 min 07 s |
| Médaille de bronze | Barbara Przybylska Magdalena Sendal | Pologne     | 2 h 34 min 32 s |

#### C1
| Rang               | Athlète           | Pays     | Temps           |
| ------------------ | ----------------- | -------- | --------------- |
| Médaille d'or      | Pavel Bednár      | Tchéquie | 2 h 51 min 18 s |
| Médaille d'argent  | Pái Pétervári     | Hongrie  | 2 h 51 min 32 s |
| Médaille de bronze | Pedro Areal Abreu | Espagne  | 2 h 51 min 46 s |

#### C2
| Rang               | Athlète                             | Pays    | Temps           |
| ------------------ | ----------------------------------- | ------- | --------------- |
| Médaille d'or      | Edvin Csabai Attila Györe           | Hongrie | 2 h 35 min 39 s |
| Médaille d'argent  | Istvan Koncz Aron Gajarszki         | Hongrie | 2 h 38 min 01 s |
| Médaille de bronze | Lionel Dubois-Dunilac Pascal Sylvoz | France  | 2 h 39 min 12 s |

### Junior

#### K1
| Rang               | Athlète          | Pays           | Temps           |
| ------------------ | ---------------- | -------------- | --------------- |
| Médaille d'or      | Neil Fleming     | Irlande        | 1 h 34 min 31 s |
| Médaille d'argent  | Balázs Botond    | Hongrie        | 1 h 34 min 32 s |
| Médaille de bronze | Shaun Rubenstein | Afrique du Sud | 1 h 34 min 34 s |

| Rang               | Athlète         | Pays      | Temps           |
| ------------------ | --------------- | --------- | --------------- |
| Médaille d'or      | Stefanie Urban  | Allemagne | 1 h 47 min 57 s |
| Médaille d'argent  | Skye Taylor     | Australie | 1 h 47 min 59 s |
| Médaille de bronze | Bereniké Faldum | Hongrie   | 1 h 48 min 20 s |

#### K2
| Rang               | Athlète                        | Pays           | Temps             |
| ------------------ | ------------------------------ | -------------- | ----------------- |
| Médaille d'or      | Gergely Szigeti Tibor Ster     | Hongrie        | 1 h 29 min 29 s 0 |
| Médaille d'argent  | Balázs Barina Alpar Limp       | Hongrie        | 1 h 29 min 31 s 0 |
| Médaille de bronze | Clinton Pretorius Brett Bartho | Afrique du Sud | 1 h 29 min 31 s 8 |

| Rang               | Athlète                       | Pays      | Temps           |
| ------------------ | ----------------------------- | --------- | --------------- |
| Médaille d'or      | Diana Jarczok Monika Pajak    | Pologne   | 1 h 41 min 33 s |
| Médaille d'argent  | Nikolette Bartha Diana Bartha | Hongrie   | 1 h 42 min 02 s |
| Médaille de bronze | Skye Taylor Ella Carrie       | Australie | 1 h 42 min 03 s |

#### C1
| Rang               | Athlète           | Pays    | Temps           |
| ------------------ | ----------------- | ------- | --------------- |
| Médaille d'or      | Balázs Kosdi      | Hongrie | 1 h 50 min 16 s |
| Médaille d'argent  | Péter Kosdi       | Hongrie | 1 h 50 min 18 s |
| Médaille de bronze | Alexander Korpalo | Russie  | 1 h 52 min 49 s |

## Tableau des médailles
| Rang  | Nation      | Or | Argent | Bronze | Total |
| ----- | ----------- | -- | ------ | ------ | ----- |
| 1     | Royaume-Uni | 2  | 0      | 0      | 2     |
| 2     | Hongrie     | 1  | 3      | 1      | 5     |
| 3     | Tchéquie    | 1  | 1      | 0      | 2     |
| 4     | Espagne     | 1  | 0      | 3      | 4     |
| 5     | Norvège     | 1  | 0      | 0      | 1     |
| 6     | Australie   | 0  | 1      | 1      | 2     |
| -     | Italie      | 0  | 1      | 0      | 1     |
| 8     | France      | 0  | 0      | 1      | 1     |
| -     | Pologne     | 0  | 0      | 1      | 1     |
| Total | Total       | 6  | 6      | 7      | 19    |